# Ciudad Gorila
Ciudad Gorila es una ciudad ficticia en el Universo de DC Cómics. La ciudad está escondida en las junglas de África, es el hogar de una raza de gorilas superinteligentes, quienes ganaron sus poderes gracias a un meteorito. El supervillano Gorila Grodd es también de esta ciudad. Ciudad de gorila primero por primera vez en Flash vol. 1 #106, (abril de 1959), siendo creada por John Broome y Carmine Infantino.

## Historia de la publicación
Mientras que la versión actual de Ciudad Gorila debutaba en Flash vol. 1 #106, la primera aparición de un lugar llamado ciudad gorila ocurrió cuatro años después en Congo Bill vol. 1 #6 (julio de 1955), por George Kashdan y Nick Cardy. Los Gorilas inteligentes de esta historia provinieron un "mundo de dos caras" que Congo.

## Ubicación
Después de unos accidentes de naves espaciales en las selvas del África, los gorilas locales se vuelven superinteligentes y adquieren habilidades telepáticas. Estos gorila forman Ciudad Gorila. La ciudad dirigida por Solovar crea rápidamente tecnología superior a la de los humanos y crean una sociedad como los humanos. Flash se entera de la existencia de la ciudad debido a Gorila Grodd, quién sondea la mente de Solovar para encontrar cómo controlar mentes, antes de tratar de tomar control de Ciudad Gorila, y luego el mundo. Sin embargo Flash lo derrotó. Gorila Grodd tomó la ciudad brevemente utilizando neo-radiación magnética. La radiación causó que el resto de los gorilas lo adoraran y le hicieron su rey.

## Residentes Conocidos
- Rey Nnamdi - hijo de Solovar y rey actual de Ciudad Gorila, es telepático como su padre, aislacionista.
- Rey Solovar - Fallecido de Ciudad Gorila, era un potente telépata como Grodd, antes de ser asesinado por él.
- King Ulgo - sobrino de Solovar, el sucesor de intermediario antes de Nnamdi, no un telépata. Intento utilizar un dispositivo que convirtió a los humanos en Gorilas, incluso transformando el JLA, pero este proceso fue revertido.
- Doctor Zaius - Asesor científico y biólogo para el Cuerpo de Defensa Humano.[3][4]
- Gorila Grodd - Un miembro de Ciudad Gorila y un potente telépata, quién aprendió cómo controlar mentes sondeando la mente de Solovar, él era el primer enemigo recurrente de flash. Planea gobernar Ciudad Gorila y la Tierra.
- Kamau - Amigo del gorila Nnamdi.[5]
- Malavar - El Simio más listo de Ciudad Gorila, introducido en Starman/Congorilla #1.[6]
- Nzame - Joven simio blanco telépata con poderes curativos.[7]
- Primat - Un Gorila hembra, y un miembro del Dreambound de la Trinity maxi-series.[8]
- Reina Boka - mujer de Solovar, madre de Nnamdi.[9]
- Sam Simeon - Nieto de Gorila Grodd utiliza sus poderes telepáticos para dirigir una agencia de detectives en el Ángel y el Mono.
- Tolifhar - Un seguidor anterior de Gorila Grodd, y era el dirigente de Caballeros Gorila - un grupo de gorilas blancos genéticamente modificados para la lucha contra superhumanos. Mujer maravilla fue capaz de hacerse amiga de Tolifhar, y luego fueron aliados . Él y algunos de sus hermanos gorilas fueron huéspedes en su casa un tiempo. Puede ser identificado de entre sus hermanos de gorilas blancos como el que tiene cicatrices en el ojo izquierdo.[10]

## Flashpoint
En Flashpoint Grodd gobierna Ciudad de Gorila y ha hecho cargo de toda África, matando muchos humanos en el proceso.

## En otros medios

### Televisión
- Ciudad de gorila aparecida en el Reto de los Super, donde Grodd intenta tomar ciudad gorila.
- Ciudad de gorila aparecida en el episodio de la Liga de la justicia "Los Valientes y Audaces". Esté vuelto a ver en la Liga de Justicia Unlimited el episodio "Venganzas Mortales."
- Ciudad de gorila estuvo mencionada en Batman: El Valiente en el episodio "Terror en la Isla Dinosaurio!"
- Ciudad gorila aparece en The Flash en los episodios "Gorilla Warfare" y "Attack on Gorilla City".

### Videojuegos
- Ciudad gorila apareció en Justice League Heroes.

- Ciudad Gorila aparece en Injustice 2.